# نسیم‌آباد (تیران و کرون)
نسیم‌آباد (تیران و کرون)، روستایی از توابع بخش کرون شهرستان تیران و کرون در استان اصفهان ایران است.

## معرفی
این روستا در دهستان کرون سفلی قرار دارد و براساس سرشماری مرکز آمار ایران در سال ۱۳۸۵، جمعیت آن ۸۱۹ نفر (۲۱۵خانوار) بوده‌است.
یکی از سرسبزترین روستا های کشور و پر جاذبه ترین منطقه گردشگری در آسیا می‌باشد و برخی از توریستها از این روستا با عنوان سقالاسکار ایران یاد میکنند.